# Меланом слузокоже главе и врата
Меланом слузокоже главе и врата врста је рака која потиче од танког слоја ткива - мукозе која се у глави и врату  налази унутар уста (усна дупља), носа (носна дупља), параназалних синуса (максиларни синус, етмоидни синус, фронтални синус и сфеноидни синус) и грла (ждрело и ларинкс). Рак се састоји од абнормалних меланоцити. Клинички знаци и симптоми су обично неспецифични. 
Дијагностика и лечење меланома спроводе се у специјализованим установама, обавезно уз претходан конзилијарни преглед пацијента и доношење мултидисциплинарне терапијске одлуке. Конзилијум за меланом чине: хирург, интерниста-медикални онколог, дерматолог, патолог, радијациони онколог и радиолог, уз могућност консултација других специјалности. 
Меланом се може лечити, али што се рак раније открије, то ће лечење бити ефикасније. Применом нових лекова, исход болести се знатно променио. У развијеним земљама, 80% меланома открије се у раној фази болести, због добро организованих кампања за превенцију и рано откривање. Подаци о клиничко-патолошким карактеристикама меланома у Србији указују на касну дијагнозу и потребу за ефикаснијим мерама примарне и секундарне превенције, имајући у виду да се високоризични локализовани меланом иницијално дијагностикује код 30% - 40% пацијената.

## Епидемиологија
Морбидитет/Морталитет
Меланом је малигна болест великог друштвено-економског значаја, с прогресивним растом светске инциденције. Уколико се болест открије у раној фази, пет година преживи више од 90% оболелих, а уколико се болест регионално проширила њих око 60%. Болесници са дијагностикованим удаљеним метастазама преживе пет година у 15% - 20% случајева.    
Меланоми слузокоже главе и врата јављају се у 8% - 10% случајева у односу на све меланоме главе и врата. 
Старост и пол
Најчешће се јавља између пете и осме декаде живота болесника, подједнако код жена и мушкараца.
Раса
Чешће је забележен код Јапанаца у односу на особе кавкаске расе (8% vs 1%). Код Јапанаца је забележено и чешће јављање мукозног меланома усне дупље у односу на особе кавкаске расе (7.5% vs 1%).

## Локализација
Меланоми слузокоже главе и врата најчешће захватају слузокожу носне дупље и параназалних шупљина (75%), а затим слузокожу усне дупље (25%) (у којој су уобичајено локализован на: тврдом непцу, алвеоларном наставку максиле, меком непцу, усни, гингиви и слузокожи образа). Остале локализације су: слузокожа ока, хипофаринкса, ларинкса и можданицa.  

## Етиологија
Узрок већину меланома слузокоже је непознат Међутим, чини се да болесници са неканцерозним стањем званим меланоза слузокоже имају већи ризик од развоја ове врсте рака у неком тренутку свог живота. За разлику од меланома у кожи, меланом слузокоже у глави и врату није узрокован прекомерним излагањем УВ зрачењу (као што је сунце).
Упркос различитој биологији, меланом слузокоже се тренутно третирају на исти начин као и кожни меланом; па су пацијенти са меланомом слузокоже искључени су из већине недавних клиничких испитивања. Недавна молекуларна открића нуде нову наду за развој ефикасније системске терапије.

### Фактори ризика
Породична анамнеза
Породична анамнеза и постојање мукозних невуса удружени су сапојавом мукозног меланома. Инхалаторни и алиментарни карциногени такође су повезани са настанком синоназалног меланома, слично другим малигнитетима носне шупљине. 
Пушење дувана
Две трећине пацијената код којих се мукозни меланом појавио на орофаринксу и ларинксу били су пушачи, те је престанак пушења обавезна препорука за све оболеле.

### Генетске алтерације у мукозном меланомуглаве и врата
Прекомерна експресија C-KIT  присутна  је у преко 80% свих примарних мукозних меланома, а соматске мутације C-KIT  у 10-30% случајева. Амплификације  MITF (који преноси нисходне сигнале од C-KIT) нађена је у 15 - 20% случајева примарног мукозног меланома. За разлику од примарногкутаног меланома где се мутације у гену BRAF  могу наћи у 50 до 70% случајева, код примарногмукозног меланома оне се могу наћи у мање од10% случајева. Соматске мутације у RAS  гену могу се наћи у 20% случајева, а његовапрекомерна експресија у преко 90% случајевапримарних мукозних меланома. Налазиових генетских алтерација налазе своје место иу најновијим клиничким истраживањимапојединих инхибитора гена (C- KIТ пре свега)који би могли да буду ефикасни у системскојтерапији ове болести.

## Клиничка слика
Симптоми укључују:
- чиреве у устима,

- необјашњиво крварење из носа

- квржицу у врату, вилици или устима.

- бол у устима,

- потешкоће у говору.  .

## Дијагноза
За разлику од кожних меланома, меланоме слузокоже главе и врата је тешко дијагностиковати јер су скривени у унутар главе и врата  
Дијагноза се поставља након што се биопсијом узет мали узорак тумора прегледа од стране патолога под микроскопом.  
Патохистологија
Мукозни меланом се састоји од абнормалних меланоцита (специјализоване врсте ћелија која се може наћи у целом телу). Меланоцити продукују смеђи пигмент меланин којим је испуњен тумор. Ћелије рака у тумору могу се описати као епителиоидне (округле), вретенасте (дуге и танке), рабдоидне (слично мишићним ћелијама), плазмацитоидне (слично имуним ћелијама или плазма ћелије), или јасно (цитоплазма, или тело ћелије, изгледа јасно). 

## Терапија
Примарни меланоми слузокоже главе и врата тренутно се лече радикалном хируршком ресекцијом са адјувантном радиотерапијом екстерним снопом која се нуди код пацијената са високим ризиком. Иако ово друго може побољшати регионалну контролу, то не смањује укупни опстанак.
Елективна дисекција врата се препоручује за нодуларни меланом оралне слузокоже, али је њена улога у клинички негативном чвору врата контроверзна. 
Системске терапије које укључују употребу инхибитора тирозин киназе за туморе са ц-КИТ мутацијама су погодне за пацијенте са узнапредовалом локо-регионалном и/или метастатском болешћу, али тренутни резултати су променљиви.

## Прогноза
Болесници са меланомом слузокоже главе и врата имају лошу прогнозу због високе инциденце метастатске болести. Међутим када се меланом открије рано, петогодишња стопа преживљавања је 99%. Стопа преживљавања након 3 и 5 година живота је између 2000. и 2007. године била у САД од 63%, 30% и 20%, што је респективно. 
Преживели од рака могу бити погођени бројним здравственим проблемима, али често је главна брига поновно суочавање са раком. Ако се рак врати након лечења, то се назива рецидив . Али неки преживели од рака могу касније развити нови, неповезани или други рак.
Болесници који су имали меланом могу добити било коју врсту другог рака (карцинома). Доступне информације сугеришу да би лечени болесници од рака  могли имати повећан ризик од следећих тумора:
- рак јетре
- меланом коже
- рак дојке
- рак кестењаче (простате)

## Превенција
Редовне контроле
Након завршетка лечења рака, и даље је неопходна повремена постета лекару и ново тестирање да би се потражили знаци да се рак вратио. О свим новим симптома или проблемима болесник мора да одмах обевасти лекара јер они могу бити последица враћања рака, нежељених ефеката лечења или нове болести или рака.
Мере за одржавање доброг здравља
Да би себи помогли у одржавању доброг здравља, особе које су преживеле меланом такође треба да:
- достигну и остану на здравој телесној тежини,
- буду физички активни и ограниче време које проводите седећи или лежећи,
- прате савете за здраву исхрану који укључује пуно воћа, поврћа и целих житарица, и ограниче или избегавају унос црвеног и прерађеног меса, слатких пића и високо прерађене хране,
- не пију алкохол ( или ако пију не више од 1 пића дневно за жене или 2 дневно за мушкарце)[9]

Регистрација оболелих
Регистровање оболелих у Националном регистру за рак обавеза је сваке установе и лекара који лече оболелог од рака ока. Регистар за рак омогућава праћење инциденције и морталитета од меланома, одговарајући квалитет лечења, и указује на недостатке и могућности за унапређење. Једино уз све те чиниоце могуће је савремено и успешна превенција и лечење рака.